# Verzhiniya Veselinova
Verzhiniya Veselinova (Bulgaria, 18 de noviembre de 1957) es una atleta búlgara retirada especializada en la prueba de lanzamiento de peso, en la que consiguió ser campeona europea en pista cubierta en 1982.

## Carrera deportiva
En el Campeonato Europeo de Atletismo en Pista Cubierta de 1982 ganó la medalla de oro en el lanzamiento de peso, llegando hasta los 20.19 metros, por delante de la checoslovaca Helena Fibingerová (plata con 19.24 metros) y la soviética Natalya Lisovskaya  (bronce con 18.50 metros).